# Tachytrechus luteifacies
Tachytrechus luteifacies är en tvåvingeart som först beskrevs av Octave Parent 1928.  Tachytrechus luteifacies ingår i släktet Tachytrechus och familjen styltflugor.
Artens utbredningsområde är Costa Rica. Inga underarter finns listade i Catalogue of Life.